# 岩木山孫平
岩木山 孫平（いわきやま まごへい、1890年8月13日 - 1934年6月25日）は、現在の栃木県宇都宮市出身で清見潟部屋に所属した大相撲力士。本名は横越 孫平（旧姓兼子）。7代清見潟。171cm、87kg。最高位は東前頭6枚目。

## 経歴
1906年1月初土俵、1910年6月十両昇進。1915年6月に新入幕。二枚鑑札となった1920年5月に引退した。力士仲間からは「孫さん」と言われた。

## 成績
- 幕内11場所35勝55敗12休6分預
- 十両優勝1回

## 改名
岩木山→清見潟